# 金樂寺站
34°43′26.1″N 135°25′40.9″E / 34.723917°N 135.428028°E

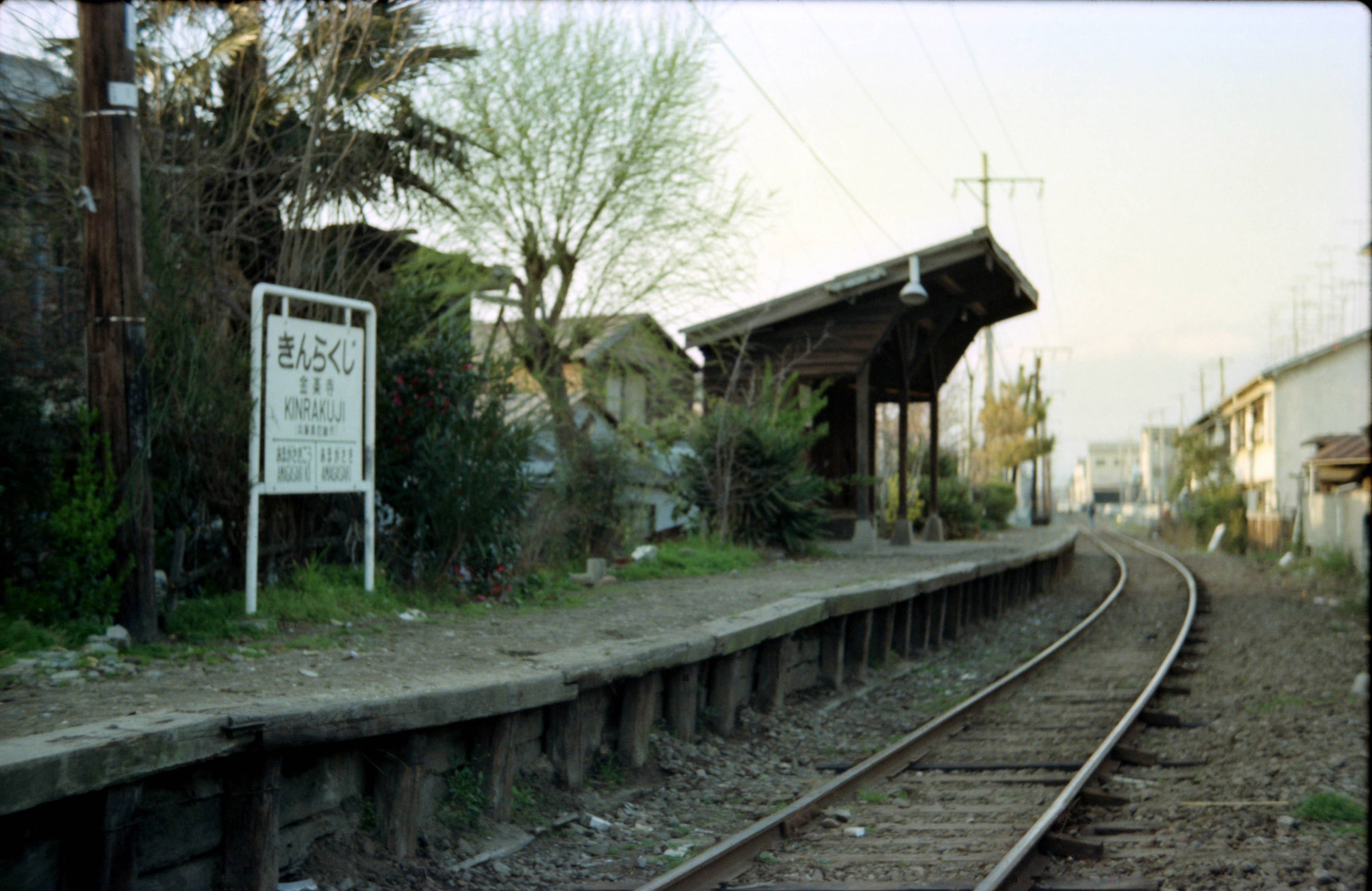
金樂寺站

金樂寺站是曾經存在於日本兵庫縣尼崎市、日本國有鐵道福知山線（尼崎港線）上的已廢棄鐵路車站。該車站於1912年4月16日啟用，1981年4月1日關閉。